# ناحیه دریاچه کریستال، میشیگان
ناحیه دریاچه کریستال (به انگلیسی: Crystal Lake Township) یک منطقهٔ مسکونی در ایالات متحده آمریکا است که در شهرستان بنزی واقع شده‌است.
 ناحیه دریاچه کریستال ۴۴٫۲ کیلومتر مربع مساحت و ۹۵۷ نفر جمعیت دارد و ۲۴۶ متر بالاتر از سطح دریا واقع شده‌است.